# Magnus Bahne
Magnus Bahne (né le 15 mars 1979 à Kaarina en Finlande) est un joueur international finlandais de football. Il occupe le poste de gardien de but à l'Inter Turku. 

## Biographie
Bahne a commencé sa carrière à Inter Turku, à l'âge de 20 ans il est devenu le gardien numéro 1 de l'équipe.
Puis en 2007 il signe pour Halmstads BK, et rejoint l'Assyriska FF en 2010.
En 2011, il retrouve son club formateur, l'Inter Turku.
Bahne a fait deux apparitions dans l'Équipe de Finlande de football.

## Carrière
- 1998-déc. 2006 : Inter Turku  Finlande
- jan. 2007-déc. 2009 : Halmstads BK  Suède
- jan. 2010-déc. 2010 : Assyriska FF  Suède
- jan. 2011-oct. 2015 : Inter Turku  Finlande[1],[2]